# Lijst van gemeentelijke monumenten in Goes
De gemeente Goes heeft 6 gemeentelijke monumenten. Hieronder een overzicht. Zie ook de rijksmonumenten in Goes.

## Goes
De plaats Goes kent 2 gemeentelijke monumenten:
| Object                                              | Bouwjaar   | Architect | Locatie                  | Coördinaten                   | Nr.    | Afbeelding  |
| --------------------------------------------------- | ---------- | --------- | ------------------------ | ----------------------------- | ------ | ----------- |
| Werf / werhuisje                                    | vanaf 1785 |           | Albert Joachimikade 16-1 | 51° 30' 30" NB, 3° 53' 29" OL | 0664/1 | Upload foto |
| Villa Ter Weel, villa in Nieuw Historiserende stijl | 1925       |           | Kloetingseweg 49         | 51° 29' 42" NB, 3° 54' 13" OL | 0664/3 | Upload foto |

## Wilhelminadorp
De plaats Wilhelminadorp kent 1 gemeentelijk monument:
| Object          | Bouwjaar  | Architect | Locatie               | Coördinaten                   | Nr.    | Afbeelding      |
| --------------- | --------- | --------- | --------------------- | ----------------------------- | ------ | --------------- |
| Sluis Goese Sas | 1809-1819 |           | Het Sas (ongenummerd) | 51° 32' 18" NB, 3° 55' 41" OL | 0664/2 | Sluis Goese Sas |

## Wolphaartsdijk
De plaats Wolphaartsdijk kent 2 gemeentelijke monumenten:
| Object                                  | Bouwjaar | Architect | Locatie                                | Coördinaten                   | Nr.    | Afbeelding  |
| --------------------------------------- | -------- | --------- | -------------------------------------- | ----------------------------- | ------ | ----------- |
| Landbouwschuur                          |          |           | Nazareth 61a                           | 51° 32' 8" NB, 3° 49' 13" OL  | 0664/4 | Upload foto |
| Houten aanlegsteiger van voormalig veer |          |           | Wolphaartsdijkseveer (behorende bij 1) | 51° 32' 48" NB, 3° 48' 53" OL | 0664/5 | Upload foto |

## 's-Heer Arendskerke
De plaats 's-Heer Arendskerke kent 1 gemeentelijk monument:
| Object   | Bouwjaar | Architect | Locatie             | Coördinaten                   | Nr.    | Afbeelding |
| -------- | -------- | --------- | ------------------- | ----------------------------- | ------ | ---------- |
| Travalje |          |           | Bij Vermetstraat 22 | 51° 29' 34" NB, 3° 49' 18" OL | 0664/6 | Travalje   |

Borsele  ·
Goes  ·
Kapelle  ·
Middelburg  ·
Schouwen-Duiveland  ·
Terneuzen  ·
Vlissingen